# 박근혜 정부의 문화예술계 블랙리스트
박근혜 정부의 문화예술계 블랙리스트(朴槿惠 政府의 文化藝術界 Black List)란 박근혜 정부에서 야당 후보인 문재인이나 박원순을 지지한 예술인과 세월호 침몰 사고에 대해 정부 시행령 폐기 촉구를 하거나 시국선언을 한 문화예술인에 대해 정부의 지원을 끊거나 검열 및 불이익을 줄 목적으로 비밀리에 작성한 블랙리스트이다.
블랙리스트에는 9,473명의 명단이 올라와 있으며, 특검의 조사 과정 중 조윤선 전 문화체육관광부 장관과 김기춘 전 청와대 비서실장은 박근혜 대통령의 지시를 받아 문화예술계 블랙리스트 작성을 주도한 혐의(직권남용죄)로 구속 기소되었다.
한편 블랙리스트와 반대로, 전국경제인연합회를 통해 친정부 단체를 적극 지원하거나 추천하는 이른바 '화이트리스트'도 작성·관리된 바 있다.

## 반응
박원순 서울특별시장은 2016년 10월 12일 블랙리스트가 사실이면 박근혜 대통령을 탄핵해야 한다고 주장하였다. 이후 박근혜-최순실 게이트가 본격적으로 터지자 문화예술인들은 박근혜 대통령 퇴진 운동에 적극적으로 나섰으며 박근혜의 퇴진에 찬성하는 사람들은 블랙리스트 사건을 퇴진의 사유로 제시하였다. 결국 박근혜는 2016년 12월 9일에 탄핵소추안이 가결되어 대통령 권한이 정지되었고, 2017년 3월 10일에는 대통령직에서 파면되었다.

## 문화예술계 블랙리스트

### 문학인 세월호 시국선언 2014년 6월 2일, 754명 명단
강 민, 강상기, 강은교, 강정연, 강제윤, 강지혜, 강태식, 강형철, 강회진, 강희철, 고광률, 고광식, 고광헌, 고규태, 고명자, 고명철, 고성만, 고 영, 고영민, 고영서, 고영직, 고은규, 고인숙, 고인환, 고재종, 고정국, 고찬규, 고희림, 공광규, 공지영, 곽재구, 구중서, 권민경, 권서각, 권선희, 권성우, 권오영, 권오현, 권위상, 권혁소, 권혁웅, 권혁재, 권현형, 권화빈, 금은돌, 길상호, 김경복, 김경옥, 김경윤, 김경윤, 김경인, 김경일, 김경주, 김경해, 김경후, 김경희, 김광원, 김광철, 김규성, 김 근, 김기선, 김기택, 김기홍, 김나원, 김남극, 김남일, 김대현, 김도언, 김도연, 김동승, 김동환, 김두안, 김 림, 김 명, 김명기, 김명남, 김명선, 김명은, 김명인(평론), 김명지, 김명철, 김명환(시), 김미령, 김미승, 김미애, 김민숙, 김민정, 김민정, 김민휴, 김별아, 김병윤, 김병익, 김병택, 김복순, 김사이, 김사인, 김상욱, 김상혁, 김석주, 김석중, 김석춘, 김석현, 김선우, 김선주, 김선태, 김선향, 김성규, 김성장, 김성중, 김성진, 김성호, 김소연, 김수려, 김수목, 김수우, 김순영, 김승환, 김승희, 김 안, 김연수, 김연숙, 김 영, 김영범, 김영호, 김영희, 김 오, 김옥전, 김요일, 김용길, 김용락, 김용만, 김용태, 김 윤, 김윤곤, 김윤영, 김윤호, 김윤환, 김율도, 김은경, 김은령, 김응교, 김의현, 김이강, 김이구, 김이정, 김이하, 김인순, 김인호, 김일연, 김일영, 김자흔, 김재균, 김재석, 김재호, 김재훈, 김점용, 김정란, 김정애, 김정운, 김정환, 김정희, 김종경, 김종광, 김종성, 김종숙, 김종철(평론), 김종필, 김주대, 김주희, 김준영, 김준태, 김중일, 김중태, 김 진, 김진수, 김진완, 김진희, 김찬정, 김창규, 김창균, 김태수, 김태형, 김필남, 김하경, 김학중, 김해림, 김해원, 김해자, 김해화, 김행숙, 김헌일, 김현영, 김현주, 김형수, 김형식, 김형중, 김형효, 김혜민, 김혜순(김젬마), 김혜정(소설), 김혜정, 김홍신, 김홍주, 김화숙, 김효사, 나병춘, 나여경, 나정이, 나종영, 나해철, 나희덕, 남기택, 남상순, 남효선, 노순자, 노지영, 도종환, 도정일, 라윤영, 류명선, 류보선, 류수연, 류외향, 류 은, 류재복, 류정환, 마 린, 맹문재, 문계봉, 문대남, 문동만, 문상용, 문숙자, 문순태, 문창갑, 문창길, 문철수, 민 영, 박경원, 박경장, 박관서, 박규견, 박금리, 박남원, 박남준, 박남희, 박대순, 박 도, 박두규, 박몽구, 박문구, 박민규, 박민정, 박범신, 박상건, 박상률, 박서영, 박석준, 박선욱, 박설희, 박성우, 박성한, 박소란, 박소연, 박소영, 박수연, 박순원, 박순호, 박승민, 박승자, 박시교, 박시우, 박신규, 박 영, 박영희, 박예분, 박완섭, 박우담, 박원희, 박윤규, 박이정, 박인혜, 박일환, 박재웅, 박정애, 박정윤, 박종관, 박종국, 박종화, 박종희, 박 준, 박찬세, 박 철, 박철영, 박현숙, 박현우, 박현욱, 박형권, 박형준, 박혜강, 박혜선, 박혜숙, 박혜영, 박호민, 박호재, 박흥순, 박흥식, 방현석, 방현희, 배교윤, 배길남, 배명희, 배봉기, 배수연, 배영옥, 배이유, 배재경, 백가흠, 백낙청, 백상웅, 백정희, 복도훈, 봉준호, 부희령, 서규정, 서동인, 서성란, 서수찬, 서안나, 서영식, 서영인, 서영채, 서유미, 서정아, 서정오, 서정원, 서정화, 서홍관, 서효인, 석여공, 선우영자, 설정환, 성향숙, 소종민, 손 미, 손병걸, 손상열, 손세실리아, 손승휘, 손종업, 손지태, 손택수, 손홍규, 송경동, 송광룡, 송기역, 송강호, 송명호, 송승환, 송 언, 송유미, 송은숙, 송은일, 송주성, 송 진, 송찬호, 송태웅, 송호필, 신경림, 신남영, 신덕룡, 신동옥, 신동원, 신용목, 신수현, 신 진, 신철규, 신해욱, 신현림, 신현수, 신혜진, 심보선, 심영의, 심은경, 안덕훈, 안도현, 안명옥, 안미옥, 안상학, 안영희, 안오일, 안이희옥, 안주철, 안지숙, 안찬수, 안학수, 안희정, 양경언, 양 곡, 양문규, 양 원, 양일동, 양지안, 양진오, 양혜원, 엄경희, 여성민, 염무웅, 염창권, 오다정, 오미경, 오미옥, 오민석, 오선영, 오수연, 오시은, 오연경, 오인태, 오주리, 오창은, 오철수, 오춘옥, 오태호, 오하룡, 용환신, 우찬제, 원명희, 원무현, 원종국, 원종찬, 유동림, 유병록, 유 순, 유순예, 유시연, 유시춘, 유영진, 유용주, 유은실, 유 종, 유종순, 유채림, 유현아, 유희석, 윤동수, 윤석위, 윤석정, 윤석주, 윤석준, 윤숙희, 윤아린, 윤여설, 윤영전, 윤원일, 윤이주, 윤재걸, 윤정모, 윤중목, 윤지강, 윤지관, 윤천수, 윤혜숙, 은승완, 은희경, 이가을, 이강산, 이경수, 이경자, 이경재, 이경희, 이광호, 이규정, 이근배, 이기인, 이나영, 이덕규, 이도영, 이도윤, 이동재, 이만교, 이명원, 이명한, 이묘신, 이미애, 이미욱, 이민숙, 이민호, 이범근, 이병률, 이병순, 이병초, 이봉환, 이산하, 이상국, 이상권, 이상락, 이상실, 이상훈, 이 선, 이선영, 이선우, 이설야, 이성목, 이성준, 이성혁, 이세기, 이세방, 이소리, 이소암, 이소영, 이수진, 이수풀, 이수행, 이숙현, 이승철, 이승희, 이시백, 이시영, 이신조, 이 안, 이언빈, 이영미, 이영주, 이영희, 이용석, 이용임, 이 원, 이원규, 이원화, 이위발, 이윤하, 이은규, 이은봉, 이은선, 이은주, 이인범, 이 잠, 이재무, 이재연, 이재웅, 이재윤, 이 적, 이정민, 이정섭, 이정숙, 이정임, 이정현, 이정화, 이정훈, 이종수, 이종욱, 이종원, 이종형, 이주형, 이중기, 이지담, 이지호, 이 진, 이진명, 이진욱, 이진희, 이창숙, 이철경, 이철송, 이태형, 이하석, 이한길, 이한주, 이향안, 이현수, 이현옥, 이혜미, 이화경, 이효복, 이후경, 이흔복, 이희중, 이희환, 임경섭, 임규찬, 임동확, 임명진, 임 봄, 임성규, 임성용, 임수랑, 임수생, 임수현, 임영봉, 임영희, 임원혁, 임재정, 임홍배, 임회숙, 임희구, 장대송, 장무령, 장석남, 장성규, 장세현, 장시우, 장용철, 장정희, 장주섭, 장주식, 전다형, 전대환, 전삼혜, 전성욱, 전영관, 전용호, 전정구, 정공량, 정광모, 정규철, 정기복, 정남영, 정대호, 정란희, 정 민, 정병근, 정선호, 정세훈, 정수자, 정승희, 정안나, 정양주, 정연홍, 정용국, 정우련, 정우영, 정원도, 정익진, 정종목, 정종연, 정지아, 정진혁, 정 찬, 정현기, 정혜경, 정홍수, 정화진, 정훈교, 정희일, 조기수, 조대현, 조문경, 조성국, 조성면, 조성웅, 조연호, 조영욱, 조용미, 조용환, 조재도, 조재룡, 조정애, 조정인, 조정환, 조진태, 조태진, 조해일, 조해진, 조향미, 조혁신, 조현옥, 조화자, 주중식, 지요하, 지창영, 진 란, 진보경, 진연주, 진은영, 차노휘, 차옥혜, 차창룡, 채상근, 채상우, 채진홍, 채희윤, 천수호, 천양희, 최강민, 최기종, 최명진, 최성수, 최세운, 최영욱, 최영철, 최영희, 최용탁, 최은미, 최인석, 최일남, 최정란, 최정화, 최종천, 최지인, 최창근, 최현우, 최현주, 최형심, 최형태, 최호빈, 최호일, 태기수, 편혜영, 표광소, 표성배, 하성란, 하승모, 하승무, 하승우, 한도훈, 한상순, 한상준, 한용재, 한인준, 한차현, 한창훈, 함돈균, 함민복, 함성호, 함순례, 허은실, 허종열, 허형만, 현기영, 호인수, 홍관희, 홍광석, 홍기돈, 홍명진, 홍양순, 홍용희, 홍일선, 홍일표, 황구하, 황국명, 황규관, 황병목, 황석영, 황선열, 황시운, 황은덕, 황인산, 황인숙, 황인찬, 황지운, 황재학, 황정산, 황학주, 황현산, 휘 민, 희 정

### 문재인 후보 지지 선언 문화예술인 지지 선언
4,110명/2012년 12월/정치적 지지 명단 미게재 바로가기

### 서울시장 선거 박원순 후보 지지 문화예술인 지지 선언
909명/2014년 6월/정치적 지지 명단 미게재 바로가기